# 熊俸
熊俸（1528年—？），字應秩，號新溪，江西南康府星子縣人，民籍，明朝政治人物。

## 生平
己酉科（1549年）江西鄉試第十四名。嘉靖三十五年（1556年）丙辰科進士。刑部观政，授刑部主事，四十一年升员外，四十二年升郎中，四十五年復除原职，升廣東肇庆府知府，隆慶五年（1571年）正月升福建按察司副使，萬曆元年（1573年）十一月被劾，调补山东。萬曆四年（1576年）復補官廣西梧州府知府。

## 家族
曾祖熊本明；祖父熊惟政；父熊祚，生员封刑部主事。母徐氏，贈安人；繼母程氏。弟熊仞（生员）、熊傧、熊儯。